# Louis-Marie de Villebertain de Mesgrigny
Louis-Marie de Villebertain de Mesgrigny est un homme politique français né le 21 avril 1744 à Moussey (Aube) et décédé le 9 août 1822 à Troyes (Aube).
Premier aide-major au régiment des Gardes françaises, il est maitre de camp en 1784. Grand bailli héréditaire de Troyes, il est député de la noblesse aux états généraux de 1789. Hostile à la Révolution, il émigre et sert dans l'armée des princes, ne rentrant en France que sous le Consulat. Conseiller d'arrondissement de 1812 à 1814, il est comte d'Empire en 1813. Il est nommé maréchal de camp en 1814 par Louis XVIII.

## Sources
- « Louis-Marie de Villebertain de Mesgrigny », dans Adolphe Robert et Gaston Cougny, Dictionnaire des parlementaires français, Edgar Bourloton, 1889-1891 [détail de l’édition]